# Manuel (album)
Manuel è un album in studio della cantante franco-italiana Dalida, pubblicato nel 1974 da Sonopresse.

## Tracce
Lato A
1. Manuel
2. Seule avec moi
3. Justine
4. Ta femme
5. Nous sommes tous morts à 20 ans
6. Anima mia

Lato B
1. Ma vie je la chante
2. La consultation
3. Comme tu dois avoir froid
4. Des gens qu'on aimerait connaitre
5. Gigi l'amoroso